# Anotogaster myosa
Anotogaster myosa är en trollsländeart som beskrevs av James George Needham 1930. Anotogaster myosa ingår i släktet Anotogaster och familjen kungstrollsländor. Inga underarter finns listade i Catalogue of Life.